# エストラジオール-17β-デヒドロゲナーゼ
エストラジオール-17β-デヒドロゲナーゼ（estradiol 17-beta-dehydrogenase）は、次の化学反応を触媒する酸化還元酵素である。
エストラジオール-17β + NAD(P)+ {\displaystyle \rightleftharpoons } エストロン + NAD(P)H + H+
反応式の通り、この酵素の基質はエストラジオール-17βとNAD(P)+、生成物はエストロンとNAD(P)HとH+である。
組織名はestradiol-17beta:NAD(P)+ 17-oxidoreductaseで、別名に20α-hydroxysteroid dehydrogenase, 17β,20α-hydroxysteroid dehydrogenase, 17β-estradiol dehydrogenase, 
estradiol dehydrogenase, estrogen 17-oxidoreductase, 17β-HSDがある。